# Takuya Iwanami
Takuya Iwanami (Kobe, 18 de junho de 1994) é um futebolista japonês que atua como defensor no Urawa Red Diamonds.

## Títulos
Urawa Red Diamonds
- Liga dos Campeões da AFC: 2022

## Carreira
Takuya Iwanami começou a carreira no Vissel Kobe.

## Seleção
Takuya Iwanami fez parte do elenco da Seleção Japonesa de Futebol nas Olimpíadas de 2016.